# Thomas Schumacher
Thomas Schumacher é um produtor teatral, atualmente presidente da Disney Theatrical Group, a produção teatral braço da The Walt Disney Company.

## Biografia
Schumacher estudou teatro na UCLA. Em 1987, ele foi diretor associado do Festival de Artes de Los Angeles, apresentando a estreia americana do Cirque du Soleil e a estreia da versão em inglês de Mahabharata do Peter Brook. Anteriormente, ele passou cinco anos na equipe do Mark Taper Forum, serviu como um produtor do  Olympic Arts Festival de 1984, como assistente de gerente-geral da Los Angeles  Ballet. Ele então se juntou a Disney Company, em 1988, produzindo o filme de animação, The Rescuers Down Under (lançado em 1990). Ele foi  nomeado presidente e supervisionou cerca de 21 longas animados, incluindo O Rei Leão, The Nightmare before Christmas, Pocahontas, O Corcunda de Notre Dame, Mulan, Tarzan e Lilo & Stitch, bem como trabalhar em estreita colaboração com a Pixar em seus primeiros cinco filmes.
Depois de produzir dezenas de filmes, Schumacher deixou a Disney Feature Animation, em 2002, substituído por David Stainton.
Ele passou a se focar no mundo teatral, sendo líder do grupo de teatro da Disney. Ele é membro do Conselho de Curadores para aBroadway Cares/Equity Fights AIDS, a Comissão de Administração do Tony e o Comitê Consultivo da American Theatre Wing. Ele é um mentor para o programa TDF Open Doors e atua como professor adjunto na Universidade de Columbia. Em novembro de 2012, Schumacher casou-se com seu parceiro de longa data, o designer de interiores Matthew White.

## Produções teatrais
Schumacher tem trabalhado com a Walt Disney Company desde 1988 e atualmente serve como Presidente da Disney Theatrical Group.

## Publicação
Schumacher é o autor do livro How Does the Show Go On? An Introduction to the Theater (Disney Editions, 2007).